# Se llamaba Pedro Infante
Se llamaba Pedro Infante es una serie de televisión por internet biográfica mexicana producida por Rubén Galindo para TelevisaUnivision en el 2023. La serie está basada en la vida del actor y cantante mexicano Pedro Infante. Se lanzó a través de Vix el 1 de diciembre de 2023.
Está protagonizada por Mario Morán y Ana Claudia Talancón.

## Reparto

### Principales
- Ana Claudia Talancón como María Luisa León[6]
- Mario Morán como Pedro Infante[5]
  - Andrés Vázquez interpretó a Pedro de joven
  - Mateo Figueroa interpretó a Pedro de niño
- Julio Bracho como Antonio Matouk
- Julieta Egurrola como Rosario León
- Leticia Huijara como Maria del Refugio Cruz
- Vico Escorcia como Lupita Torrentera
- Juan Carlos Remolina como Delfino Infante
- Daniela Álvarez como Irma Dorantes

### Recurrentes e invitados especiales
- Nacho Tahhan como Ismael
- Carlos Gatica como Jorge Negrete
- María del Carmen Félix como María Félix
- Manuel Balbi como Chuy
- Julio Casado como el Comandante Olivares
- Aroa Gimeno como Rebeca
- Juan Carlos Barreto como el Presidente Rodolfo Díaz
- Mariana Lodoza como Carmen Infante
- Norma Angélica como Begoña
- Maruza Cinta como Margarita
- Sara Montalvo como María Izaguirre
- Raúl Sandoval como Ángel Infante
  - Maximiliano Uribe interpretó a Ángel de niño
- Cristian Gamero como Márquez
- Luis Alberti como Antonio Badú
- Alberto Casanova como Alberto
- Rodrigo Magaña como Agustín Lara
- Fabián Pazzo como Vidal
- Leonardo Daniel como Emilio Azcárraga Vidaurreta
- Irving Aranda como Pepe Infante
  - Carlos Paul interpretó a Pepe de niño
- Alexa Anaya como Rosario Infante
  - Daniela García interpretó a Rosario de joven
- Hugo Aceves como Ramón
- Manuel Gorka como el Presidente Manuel Almazán
- Teresa Rábago como Isaura
- Paola Flores como Piedad
- Paulina de Alba como Margarita Mora
- Christian Sampedro como José Benavides Jr.
- Walter Kapelas como Engineer Guzmán
- Iván Bronstein como el Lic. Del Castillo
- Caro Darma como Chavela
  - Renata Chacón interpretó a Chavela de joven
- Gregorio Reséndez como Sarcedote
- Bella Azul Miganjos como Carmela
  - Paula Hernández interpretó a Carmela de niiña
- Leonardo Flores como Domingo
- Victoria Pascual como Lupita Infante
- Ricardo Galina como Pedro Infante Jr.
- Carlos Larrañaga como Aurelio Robles
- Germán Alejandro como Manuel Almazán Jr.
- Vicente Peña como Enrique
- Lorena de la Torre como Rocío
- Eugenia Arreola como Itzel
- José Carlos Iyanes como Roberto Rodríguez
- Héctor Holten como José
- Ximena Zairet como Dora Luisa
- Nicolás Dominc Ávila como Miguelito
- Jared Rivera como Dolores

## Episodios
| N.º | Título                            | Fecha de lanzamiento original |
| --- | --------------------------------- | ----------------------------- |
| 1 | «Una promesa a mi madre»          | 1 de diciembre de 2023        |
| A bordo de un viejo avión, Pedro Infante y el Capitán Vidal, pelean con los mandos, ya que van en picada. La mirada de angustia de Pedro nos lleva al día anterior. Pedro acuerda con María Luisa terminar con la demanda por bigamia.                         |                                   |                               |
| 2 | «Una luz en mi vida»              | 1 de diciembre de 2023        |
| Culiacán 1937, Pedro ameniza una fiesta, María Luisa y María Izaguirre, no le quitan los ojos de encima. Pedro invita a María Luisa a bailar, sin sospechar que con ella vivirá los momentos más alegres de su vida, pero también las más grandes decepciones. |                                   |                               |
| 3 | «Desilusión»                      | 1 de diciembre de 2023        |
| Gracias a la radio, María Luisa descubre que las mujeres enloquecen con Pedro y lo guía para encaminarlo hacia el éxito. Pedro se muestra más seguro de sí mismo, mientras que María Luisa no logra darle a Pedro lo que él más anhela.                        |                                   |                               |
| 4 | «Un nuevo amor inevitable»        | 1 de diciembre de 2023        |
| Pedro decide no regresar con María Luisa. En el Teatro Follies, en donde Pedro trabaja, brilla una nueva estrella, se trata de Lupita Torrentera, quien de inmediato se fija en él. Pero María Luisa está dispuesta a todo con tal de no perderlo.             |                                   |                               |
| 5 | «La muerte de mi hija»            | 1 de diciembre de 2023        |
| Caracas, Venezuela 1949, Pedro sale de un concierto y embriagado de éxito, se lía con dos fanáticas, de pronto, recibe una llamada que le cambiará la vida para siempre. Pedro ordena a Matouk regresar a México cuanto antes, pero no pueden salir del país.  |                                   |                               |
| 6 | «Volar sobre alas de éxito»       | 1 de diciembre de 2023        |
| Pedro llega ebrio y está por sorprender a Lupita con otro hombre. Tres años atrás, de entre los escombros de un accidente aéreo, Pedro saca a Lupita y la lleva a un hospital, los médicos descubren que Pedro tiene una fractura craneal.                     |                                   |                               |
| 7 | «Tocar el cielo aunque te quemes» | 1 de diciembre de 2023        |
| Pedro encuentra un nuevo amor, pero ella se resiste ya que Infante sigue casado con María Luisa. Matouk le entrega a Pedro un documento falso con el cual se podrá casar, pero las cosas no salen como esperaban.                                              |                                   |                               |
| 8 | «Un trágico adiós»                | 1 de diciembre de 2023        |
| Los problemas de Pedro se acumulan, el Capitán Martínez intenta advertirle a Pedro sobre malos manejos de TAMSA, pero Infante está tan ocupado que no presta mucha atención. En uno de los hangares de TAMSA, Pedro descubre cajas con un cargamento ilegal.   |                                   |                               |

## Producción
En febrero de 2018, Grupo Televisa anunció que estaba desarrollando una serie biográfica de Pedro Infante, con Rubén Galindo como productor ejecutivo. Cinco años después, el rodaje de la serie comenzó el 7 de marzo de 2023. El 14 de noviembre de 2023 se lanzó un avance de la serie.  La serie se estrenó el 1 de diciembre de 2023.